# Daniel Poissenot
Daniel Poissenot a été le cinquième directeur de course des 24 Heures du Mans, de 2001 à 2014.

## Biographie
En 2001, il remplace Marcel Martin au poste de directeur de course des 24 Heures du Mans ; il est la cinquième personne à occuper ce poste depuis 1923,.
En 2011, en plus des 24 Heures du Mans, il dirige le Rallye Dakar.
En 2014, il est directeur de course des 24 Heures du Mans pour la dernière fois,,,,.
Au cours de sa carrière, il s'occupe de la direction de près de trois-cent courses, allant de la Formule 3000, au championnat du monde des voitures de tourisme, ainsi qu'aux courses des championnats Asian Le Mans Series et Le Mans Series,,,.
En 2015, il fait paraître un livre, écrit avec Michel Bonté, sur son parcours de directeur de course,.